# Rudow (Fürstenberg/Havel)
Rudow war ein mittelalterliches Dorf südöstlich von Fürstenberg/Havel (Landkreis Oberhavel, Brandenburg). Es kam sehr früh 1307 an das Kloster Himmelpfort und fiel noch im 14. Jahrhundert wüst. Die Gemarkung gehört heute zum Gebiet der Kernstadt Lychen und ein kleinerer Teil zum Ortsteil Bredereiche der Stadt Fürstenberg/Havel. In der frühen Neuzeit wandelte sich der Name der Gemarkung allmählich zu Regow. Heute erinnert nur noch der Schleusenhof Regow, ein Wohnplatz der Stadt Lychen, der aber etwas südlich des alten Rudow liegt, an das verschwundene Dorf.

## Geographische Lage
Das Urmesstischblatt Bredereiche verzeichnet die Wüste Dorfstätte Regow am Havelknie etwas vom Ostufer der Havel entfernt. Diese Lokalität am Rand der Himmelpforter Heide liegt rund zwölf Kilometer südöstlich der Kernstadt Fürstenberg/Havel und etwa vier Kilometer östlich des Ortsteils Bredereiche. Hier hat die Gemarkung Bredereiche eine schlauchförmige Fortsetzung von der Havel nach Osten in die Gemarkung der Stadt Lychen hinein, die den Lindengraben und etwas von seinen unmittelbaren Uferbereichen mit einschließt. Da die Lage der Dorfstätte nicht so exakt bekannt, könnte sie teils auf der Gemarkung Bredereiche der Stadt Fürstenberg und teils auf der Gemarkung Tangersdorf der Stadt Lychen gelegen haben, aber auch ausschließlich auf der Gemarkung Tangersdorf.

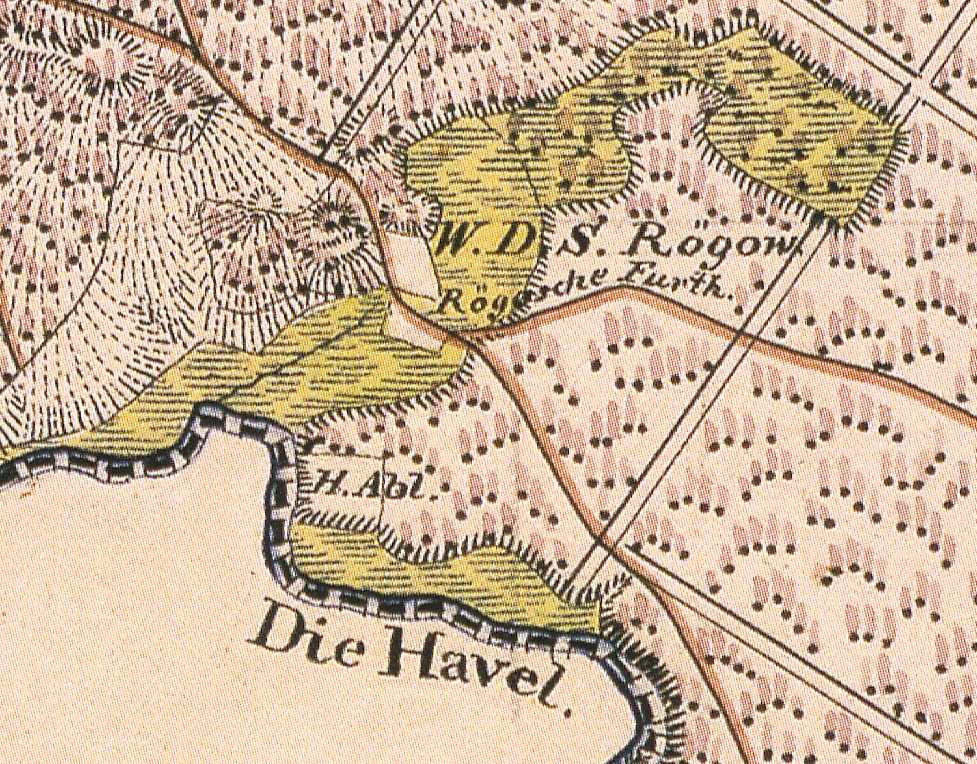
Die wüste Dorfstätte Rudow auf dem Urmesstischblatt 2845 Blatt Bredereiche von 1825. Hier Rogow genannt

## Geschichte
Rudow wurde 1307 erstmals urkundlich erwähnt. Der Name ist von einer aplb. Grundform * Rudov- = Ort, wo Raseneisenerz vorkommt, abzuleiten. * ruda bedeutet Raseneisenerz oder rote Erde. 1307 verkaufte Redekin v. Redern u. a. das Dorf Rudow, damals Rhudouue geschrieben, an Abt und Konvent des Klosters Lehnin zum Bau des Klosters Himmelpfort. Das Kloster Himmelpfort war zwar bereits 1299 gestiftet worden, der Bau des Klosters begann nicht vor 1309. In den ersten acht oder neun Jahren fungierte noch der Abt des Mutterklosters Lehnin als Rechtsvertreter des neuen Klosters. 1342 wird das Dorf Rudow noch genannt. 1375 war es bereits wüst gefallen. 1574 wird das Feld Rudow von den Bauern von Bredereiche genutzt. Nach dem 30-jährigen Krieg wechselte die Schreibweise allmählich zu Regow. Unter diesem Namen ist es auch im Historischen Ortslexikon aufgeführt. 1724 erhielt das Amt Badingen Heuerroggen vom Felde Riow. 1736 bewirtschafteten die Bauern von Bredereiche 193 Morgen Wiese auf Regow. 1774 bewirtschaftete das Vorwerk Himmelpfort eine Wiese von 12 Morgen auf dem Rügow an der Havel. 1782 wurde ein Gesuch von ehemaligen Refugiés (französische Glaubensflüchtlinge) aus Braunsberg zur Wiederbesiedlung der Feldmark abgelehnt. 1867/68 wurde auf der Feldmark des ehemaligen Dorfes, allerdings etwas Havelabwärts das Etablissement Regow-Schleuse erbaut; offiziell hieß sie Regower Schleuse. Heute liegt an dieser Stelle der zu Lychen gehörige Wohnplatz Schleusenhof Regow.

## Belege